# Vier Gebroeders Airstrip
Vier Gebroeders Airstrip is een landingsstrook bij het dorp Vier Gebroeders en de Vier Gebroeders-berg in het district Sipaliwini in Suriname.
Er zijn rond de zes maatschappijen die het vliegveld aandoen. Er zijn lijnvluchten naar Zorg en Hoop Airport in Paramaribo. 
De ondergrond van de landingsbaan is van gras. De baan heeft een lengte van circa 720 meter.